# Llandudno (Wales)
Llandudno (walisisch: [ɬɑnˈdɪdno], englisch: [lænˈdɪdnəʊ]) ist mit 20.650 Einwohnern (Stand: 2017) das größte Seebad in Wales. Es liegt auf einer Halbinsel zwischen den beiden Bergkuppen Great Orme (207 Meter) und Little Orme (141 Meter) und besitzt einen Strand an der südwestlichen und einen größeren, sichelförmigen an der nordöstlichen Seite. Llandudno hat wie fast alle britischen Seebäder auch eine Pier, eine lange ins Meer hinausragende Seebrücke mit Läden und Vergnügungslokalen. Sie wurde 1878 gebaut und ist mit 572 Metern die längste in Wales.
Im Sommer 1902 wurde die Standseilbahn Great Orme Tramway auf den Great Orme eröffnet, 1969 wurde zudem eine Luftseilbahn gebaut. Nahe bei der Bodenstation im sogenannten Happy Valley befinden sich ein Park mit einem Besucherzentrum sowie eine Kunstschnee-Skipiste, wo alljährlich die britischen Kunstschneemeisterschaften abgehalten werden.
Eine etwa fünf Kilometer lange einspurige Einbahnstraße führt um den Great Orme herum. Dieser Marine Drive beginnt nördlich des Ortes an der Happy Valley Road und kostet 5,50 £ Maut. In vielen Kurven, stets das Meer zur Rechten, führt die Panoramastraße um den Berg herum und bietet immer neue Ausblicke auf die Irische See. Die einzige Parkmöglichkeit bietet ein kleines Café am Westufer des Berges.
Gelegentlich wird die Stadt von wilden Kaschmirziegen, die bei den Kliffs von Great Orme in einem Naturschutzgebiet leben, aufgesucht. Die Kaschmirziegen haben sich zu einer lokalen Touristenattraktion entwickelt. Im Ort gibt es seit 2012 die Miniatureisenbahn West Shore miniature railway.

## Geschichte
Llandudno war schon in der Bronzezeit vor etwa 4.000 Jahren besiedelt, worauf etwa der Dolmen Lletty’r Filiast hinweist. Im Inneren des Great Orme wurde Kupfer in Tunneln abgebaut. Eine solche Mine ist seit 1991 zu besichtigen.
Seit dem 19. Jahrhundert, dem sogenannten Viktorianischen Zeitalter, war Llandudno ein beliebtes Seebad. Aus dieser Zeit stammen auch noch viele Gebäude und geben dem Ort sein Gepräge.
Im Jahr 1862 wurde auf der Landspitze im Norden der Stadt ein großer burgartiger Leuchtturm erbaut, der über die Felsen hinausragt. Er wird heute nicht mehr als Leuchtturm benutzt und befindet sich in Privatbesitz.
Ein Standbild Lewis Carrolls erinnert daran, dass der Autor von Alice im Wunderland dort mit der Familie Liddell Ferien machte, jener Familie, für deren Tochter Alice er seine berühmte Kindergeschichte schrieb.
Bei einem Sturm im Oktober 1859 kamen an den Küsten Britanniens insgesamt über 800 Menschen ums Leben. Dieser Sturm zerschlug auch den Plan, Llandudno zu einer Hafenstadt für den Kohlenhandel und die Fährdienste nach Irland auszubauen. Die bereits im Bau befindlichen Hafenanlagen wurden durch den Sturm völlig zerstört. Stattdessen entwickelte sich der Ort zu einem Seebad.

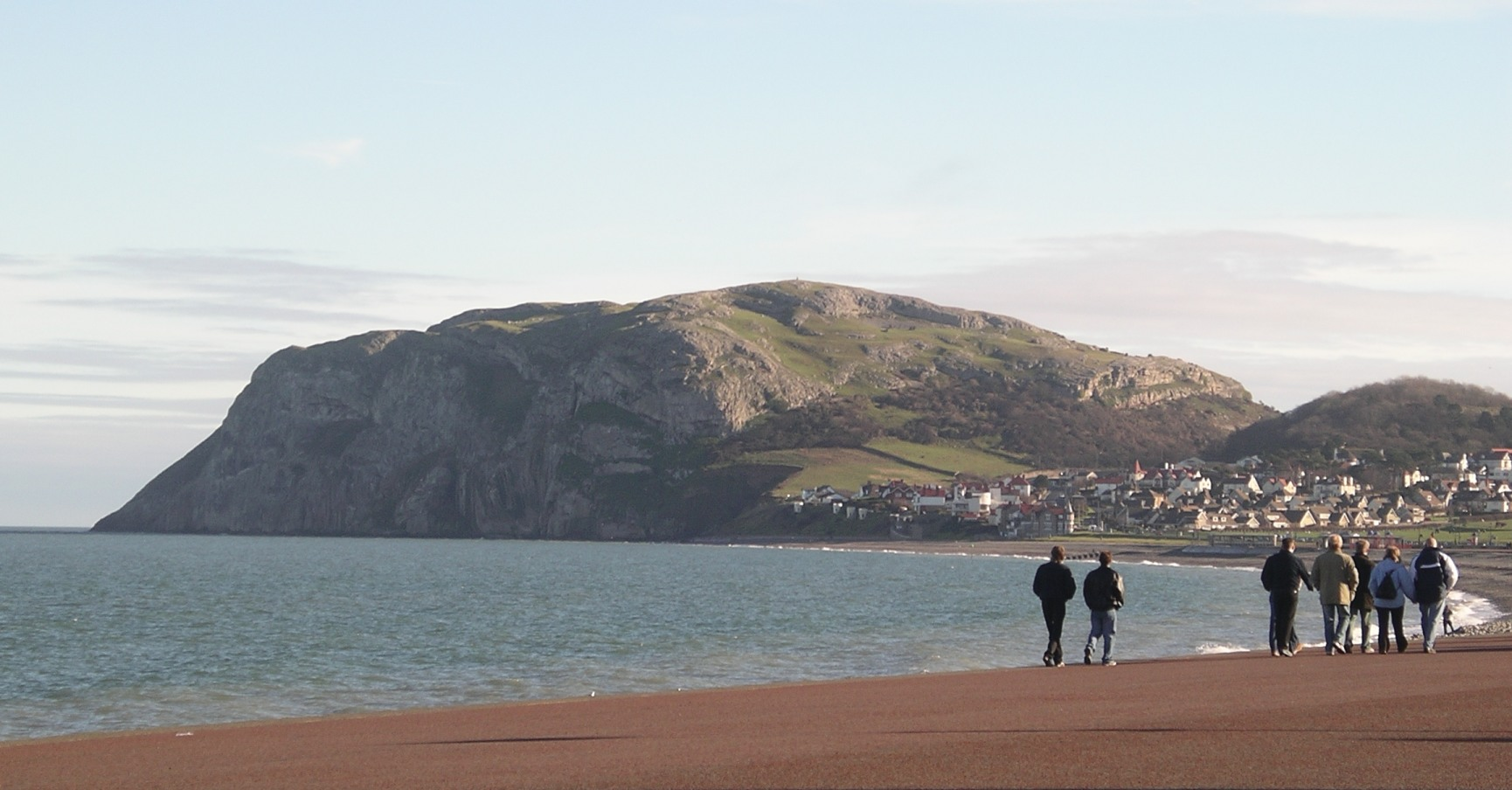
Südstrand von Llandudno
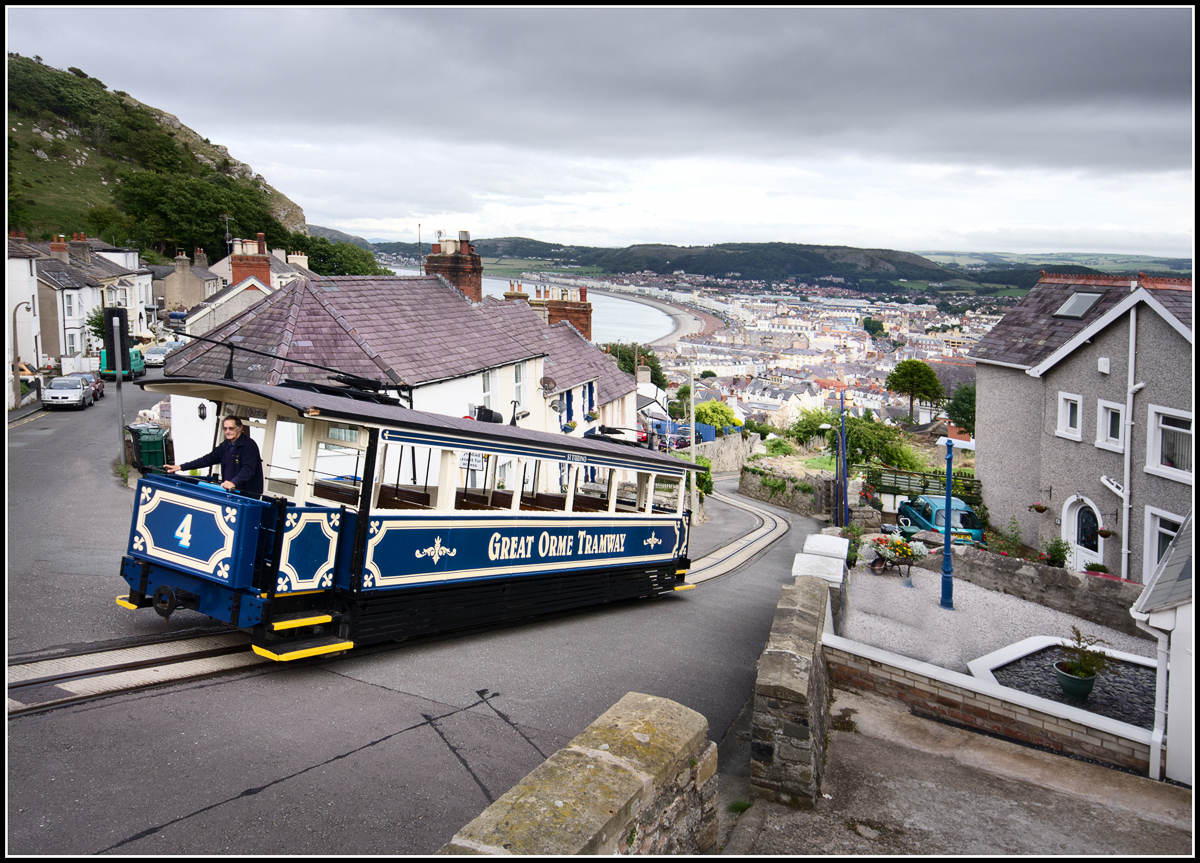
Great Orme Tramway
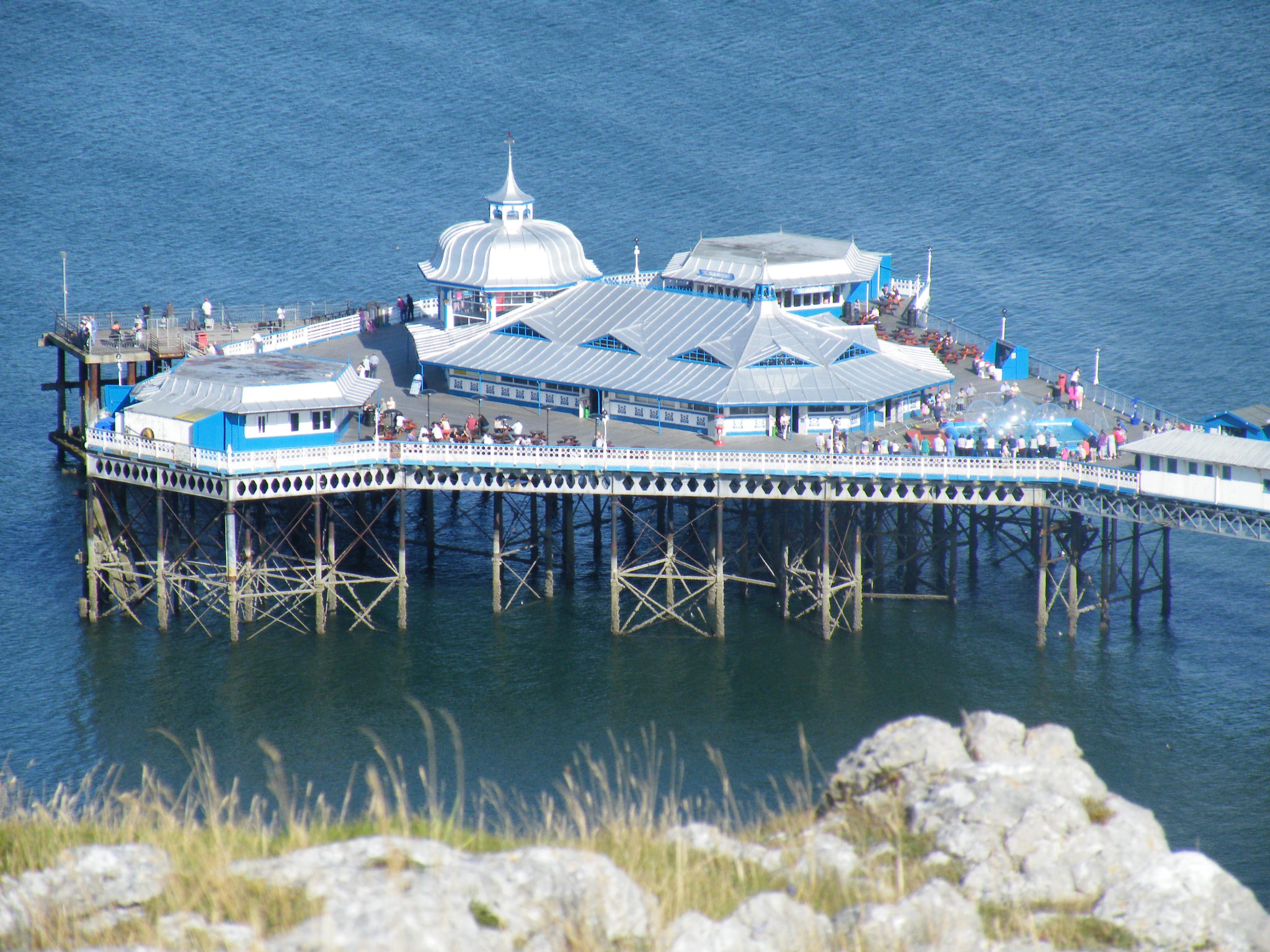
Der viktorianische Pier
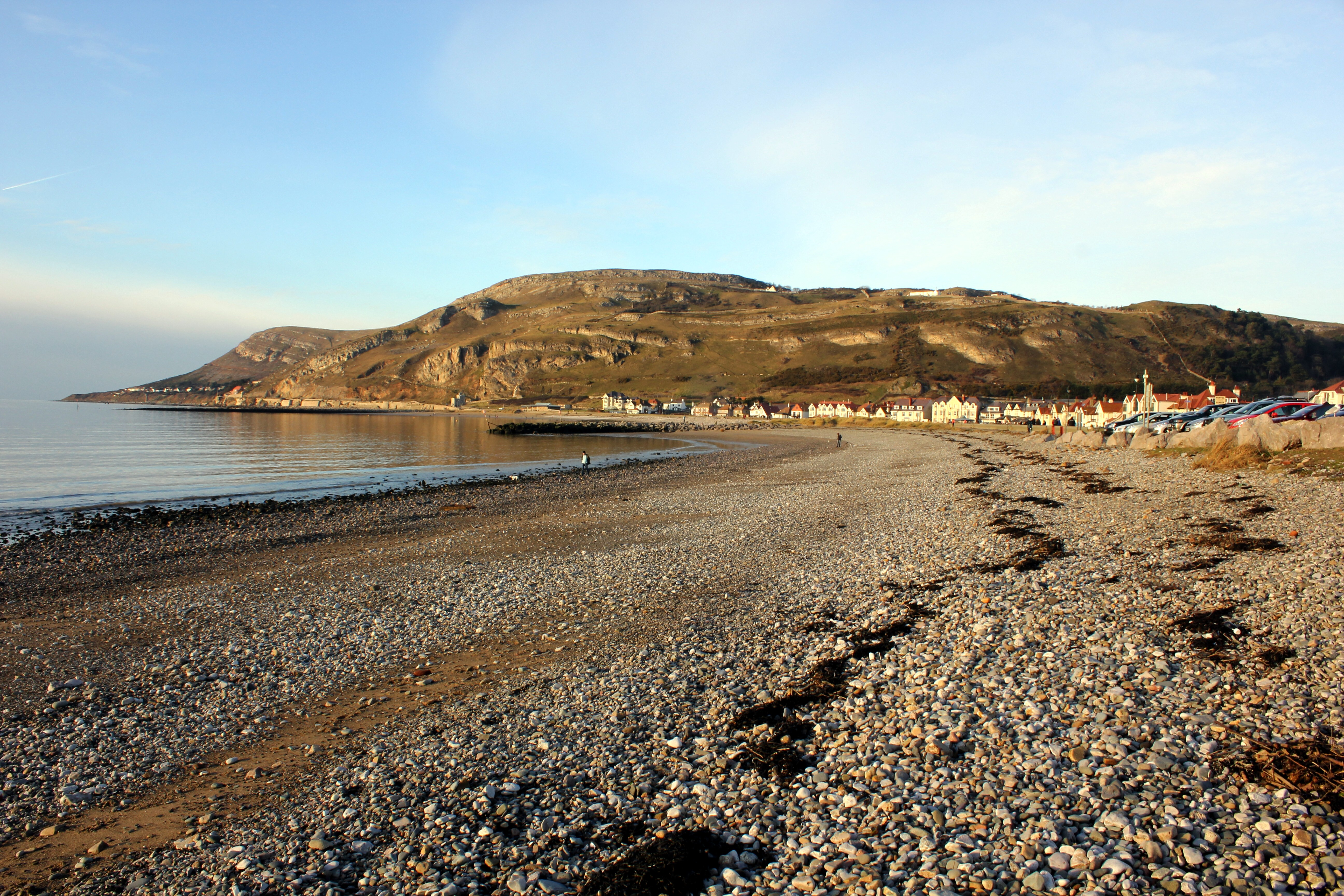
Weststrand
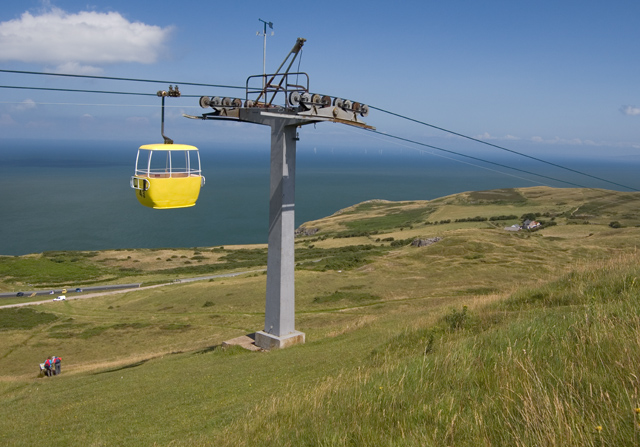
Llandudno Cable Car

## Sport
Das Venue Cymru in Llandudno ist ein häufiger Austragungsort von Ranglistenturnieren im Snooker. 2015 und 2016 wurde hier der World Grand Prix, 2017 und 2018 die Players Championship, 2019 und 2022 die Tour Championship, 2021 die Scottish Open sowie 2023 und 2024 die Welsh Open ausgetragen.

## Gemeindepartnerschaften
Mit der französischen Kleinstadt Wormhout im Département Nord besteht seit 1988 eine Partnerschaft. Seit 2022 gibt es eine weitere Verschwisterung mit Champéry in der Schweiz.

## Persönlichkeiten
- John Morgan (1886–1957), Erzbischof von Wales
- Sylvia Sleigh (1916–2010), Künstlerin
- Aled Eames (1921–1996), Historiker
- David Brian Barrett (1927–2011), anglikanischer Priester, Missionar, Missionswissenschaftler und Religionssoziologe
- David Crighton (1942–2000), Mathematiker
- Gerry Humphreys (* 1946), Fußballspieler
- Joey Jones (1955–2025), Fußballspieler
- Neal Eardley (* 1988), Fußballspieler